# Alberto Benegas Lynch (padre)
Alberto Benegas Lynch (p) (Buenos Aires; 22 de septiembre de 1909-Buenos Aires-19 de febrero de 1999) fue un economista e intelectual argentino. Era miembro de la Sociedad Mont Pelerin, de la Academia Nacional de Ciencias Económicas y de la Academia Nacional de Ciencias Morales y Políticas.
Benegas Lynch era primo hermano de Ernesto Guevara Lynch y era bisnieto de Patricio Lynch y Roo, del militar argentino José Tiburcio Benegas y del ex gobernador de la provincia de Mendoza Tiburcio Benegas Ortiz.

## Biografía
Realizó la educación primaria y secundaria en el colegio Champagnat. Estudió economía en la Facultad de Ciencias Económicas de la Universidad de Buenos Aires, donde también se doctoró.
Durante más de cuarenta años se encargó de la empresa vitivinícola El Trapiche, fundada por su abuelo Tiburcio Benegas Ortiz en 1883. Se desempeñó como presidente de la Asociación Vitivinícola Argentina y de la Cámara Argentina de Comercio.
En 1940 nació su hijo, al cual le dio su mismo nombre.
En noviembre de 1954 participó en la reunión en la quinta en Bella Vista del empresario Raúl Lamuraglia, donde se organizó la conspiración para el Bombardeo a Plaza de Mayo.
Tras la Revolución Libertadora, fue nombrado ministro consejero de la embajada argentina en Washington, lugar en donde residía por entonces.
Fue miembro y académico titular de la Academia Nacional de Ciencias Económicas desde 1968 y de la Academia Nacional de Ciencias Morales y Políticas desde 1969, de la cual fue posteriormente presidente en 1985 a 1986. Además, fue miembro de la Academia Nacional de Economía de Uruguay
Fue uno de los promotores de la llegada de las ideas de la escuela austríaca en el país, a través del Centro de Difusión de la Economía Libre, luego renombrado como Centro de Estudios sobre la Libertad, fundado por él en 1957 y basado en la Fundación para la Educación Económica. En este centro, se traducían obras del pensamiento austríaco al español, se becaban a personas para que pudieran realizar un doctorado en universidades de Estados Unidos, y se invitaban a referentes de este pensamiento a que dieran conferencias en el país en las universidades, como Ludwig von Mises, Friedrich Hayek, Leonard Read, Hans Sennholz, Benjamin Rogge, entre otros.

## Pensamiento
Acerca del rol del Estado en la sociedad opinaba que «la causa más visible de la crisis y de la decadencia en el mundo actual es la acción destructiva del estatismo desorbitado que siempre se manifiesta interviniendo cada vez más en las actividades creativas de los individuos, trabando la expresión de las ideas, falsificando las monedas, fomentando el sindicalismo espurio con sus inherentes intimidaciones y violencias, todo lo cual perturba la productividad, desalentando el ahorro, a las inversiones y al trabajo» y que «todo lo que puede hacer un gobierno para mejorar las condiciones de vida del pueblo es reducir sus dimensiones».
Era crítico del peronismo, declarando en el año 1977, que «la idolatría del Estado y el desprecio por la libertad son los signos dominantes de los principales ‘ismos’ liberticidas modernos: tanto el comunismo, como el fascismo, el nazismo y el peronismo, todos ellos se nutren en el liberticidio y la modalidad criolla no es más que una mezcla de las anteriores».
Acerca del monopolio estatal de la moneda opinó, en 1978, que «lo cierto es que un sistema monetario dependiente en forma absoluta y exclusiva del poder político siempre puede resultar peligroso» y en 1980 que «si se quiere fortalecer el frente anticomunista (…) es necesario privatizar las empresas estatales y llevar a cabo una reforma monetaria y bancaria que contemple la vuelta al patrón oro clásico para independizar la moneda y el crédito del poder político».

## Distinciones
- Distinción honorífica de la Academy of Achievements de Estados Unidos, 1979.[6]